# Очаповский, Станислав Владимирович
Станислав Владимирович Очаповский (1 февраля 1878 года, село Ёдчицы Слуцкого уезда Минской губернии — 17 апреля 1945 года, Краснодар) — советский и российский офтальмолог, доктор медицинских наук, заслуженный деятель науки РСФСР .

## Биография
Родился 1 или 9 февраля 1878 года в селе Ёдчицы, Слуцкого уезда, Минской губернии, ныне деревня Ёдчицы Клецкого района Минской области, став 9-м ребёнком в семье.
В 1896 году окончил Слуцкую гимназию с золотой медалью. Затем поступил в Военно-медицинскую академию в Петербурге, которую успешно окончил  в 1901 году со степенью «лекаря с отличием». В числе его учителей были: психоневролог В.М.Бехтерев, офтальмолог Л.Г.Беллярминов, физиолог И.П.Павлов.
15 мая 1904 года защитил работу «Флегмона орбиты», став доктором наук , отказавшись от предложенной ему заграничной командировки, Станислав Владимирович отправляется отслуживать стипендию в Тифлис, но вскоре переводится в Батум и, наконец, обосновывается в Пятигорске, где возглавляет глазную лечебницу Красного Креста. Кроме медицинской практики, занимался наукой, писал статьи в журналах «Вестник офтальмологии» и «Русский врач».
В декабре 1909 года был приглашён Кубанским казачьим войском в войсковую (ныне краевую) больницу заведовать глазным отделением. Лично оборудовал глазной кабинет и открыл бесплатный амбулаторный прием больных. Также Станислав Владимирович преподавал в Екатеринодарской фельдшерской школе, затем возглавил кафедру глазных болезней медицинского факультета в университете.
Спустя некоторое время сделал для себя следующий вывод:

«Трахома в Кубанской области распространена в такой степени, что оставляет далеко позади себя все другие местности России.»
Позже, в середине апреля 1911 года, на I Кубанском съезде врачей выступал с докладом на данную тему.
Летом того же года с группой врачей и студентов выезжает в отдаленные места края и лечит население. Имя Очаповского становится самым известным на Северном Кавказе.
В 1926 году награждён орденом Трудового Красного Знамени.
Летом 1941 года, в связи с приближением линии фронта, был вынужден с семьёй переехать в Ереван.
17 апреля в 8 часов 15 минут утра 1945 года Очаповского не стало. Скончался в Краснодаре, похоронен на Всесвятском кладбище.

## Награды
- Орден Трудового Красного Знамени (1926).

## Память

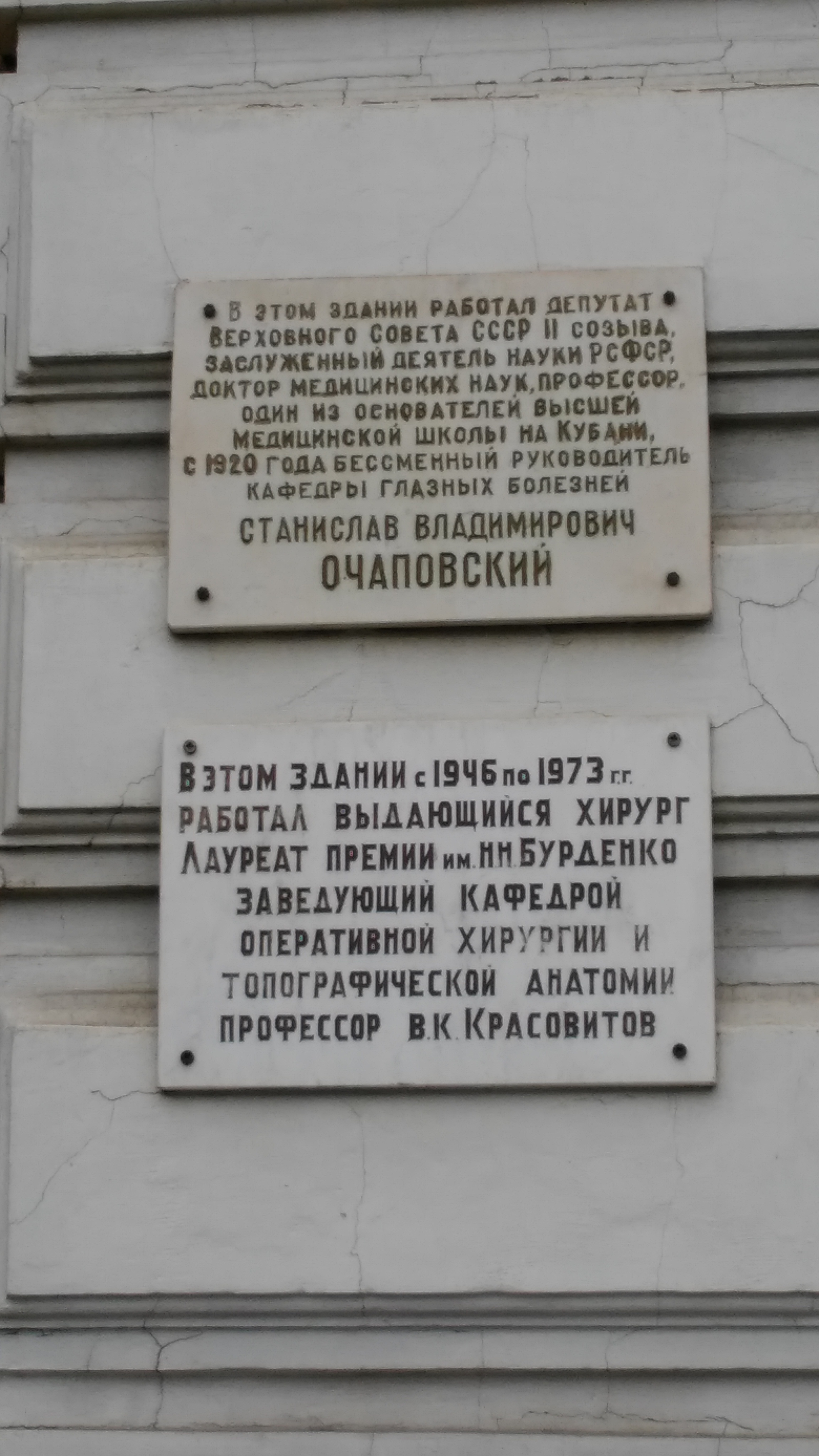
Мемориальная доска Очаповскому С. В. и В. К. Красовитову на доме № 11 по улице Седина в Краснодаре. 2017.

- Именем С. В. Очаповского названа Краевая клиническая больница № 1 в Краснодаре.
- На доме 11 по улице Седина в Краснодаре установлена мемориальная доска.
- В Кубанском медицинском институте учреждены 5 стипендий имени профессора Очаповского.
- Документальный фильм "Светя другим — сгораю сам" об ученике С.В.Очаповского - профессоре Н.М.Павлове

## Семья
- Сын: Очаповский, Владимир Станиславович (1932—1973) — советский орнитолог, кандидат биологических наук.
- Племянник — Очаповский, Борис Леонидович (1905—1957) — русский советский сейсмолог, кандидат физико-математических наук (1941).